# Helen Keller

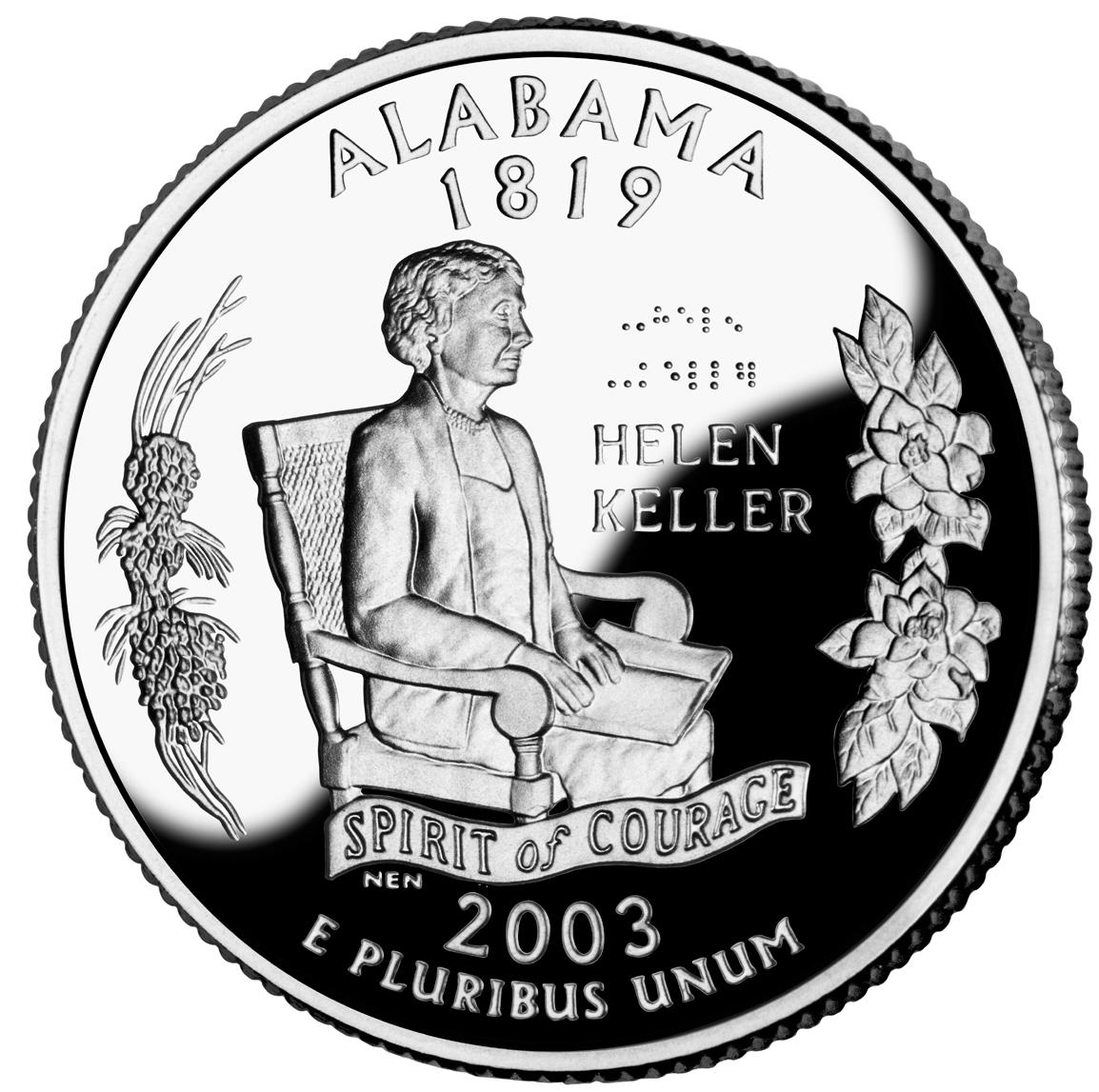
Helen Keller avbildad på ett amerikanskt mynt från 2003 värt 25 cent.

Helen Adams Keller, född 27 juni 1880 i Tuscumbia i Alabama, död 1 juni 1968 i Easton i Connecticut, var en amerikansk författare, aktivist och föreläsare. Hon var den första dövblinda person som avlade en akademisk examen. Under sin livstid publicerade hon tolv böcker och ett stort antal artiklar. Hon var även politiskt aktiv och verkade för rättigheter för kvinnor, personer med funktionsnedsättning och arbetare. Verk av henne brändes under bokbålen runt om i Nazityskland 1933.

## Biografi
Helen Keller föddes i Tuscumbia, en liten stad i Alabama. Vid 19 månaders ålder drabbades hon av en febersjukdom som förorsakade hennes funktionsnedsättning. Den dittills livliga och glada flickan förvandlades till ett vilddjur som terroriserade sin omgivning. Hennes föräldrar tog slutligen kontakt med Alexander Graham Bell, som arbetade med döva barn. Eftersom Keller även var blind, rekommenderade han dem att kontakta Perkins-blindinstitutet i Massachusetts. Helens mor Kate Keller hade dessutom läst Charles Dickens reseskildring American Notes, som skildrar Samuel Howes framgång med en annan dövblind flicka, Laura Bridgman, som ännu bodde på skolan.
Vid Perkins-institutet gav man uppdraget att försöka öppna Helen Keller till den endast tjugo år gamla lärarinnan Anne Sullivan, vilket var början till ett 49 år långt samarbete. Sullivan var själv synskadad och en av Laura Bridgmans bästa vänner. Sullivan begärde och fick faderns tillstånd att isolera dottern från den övriga familjen i en liten stuga. Sullivans första mål var att få fram disciplin i den bortskämda Helen Keller. Sullivan använde Samuel Howes metoder, och genom att i Kellers hand rita symboler för olika föremål i deras närhet kunde den närmast utmattade Sullivan känna hur deras kontakt förstärktes. Detta kan man se i filmen om dem, Miraklet.
När Helen Keller var tio år gammal hörde Sullivan om den norska flickan Ragnhild Kaata, som hade lärt sig tala trots att hon var dövblind. Kaatas lärare använde en metod som innebar att man rörde vid läpparna på varandra medan man talade och på så sätt kunde uppfatta vibrationerna. Helen Keller försökte lära sig att tala med samma metoder, men hennes muntliga språk var otydligt i hela hennes liv, vilket var en stor besvikelse för henne.
Efter sin collegeexamen gjorde Keller det till sin uppgift att arbeta för personer med sensoriska funktionsnedsättningar i världen. Keller var socialist och hade ibland kontakter med misstänkta kommunister, vilka ofta var föremål för FBI:s utredningar. 
År 1960 skrev Keller boken Ljus i mitt mörker. Hon avled 1968 mer än trettio år efter sin lärare Anne Sullivan. På grundval av Kellers självbiografi Mitt livs historia skrevs en teaterpjäs som spelades på Broadway i nära två år och senare också filmatiserades tre gånger. Den gick på teater även i Stockholm under 1960-talets första del.
Barndomshemmet Ivy Green är idag ett museum.